# 石嘴山市
石嘴山市是中华人民共和国宁夏回族自治区下辖的地级市，位于宁夏北部。市境南临银川市，西、北、东三面分別与内蒙古自治区阿拉善盟、乌海市、鄂尔多斯市相邻。地处银川平原北部，西依贺兰山，东临鄂尔多斯高原，中部为黄河冲积平原，黄河纵贯市境东部。石嘴山是一座新兴的煤炭工业城市，煤藏丰富，以产“太西煤”而闻名，号称“塞上煤城”，是宁夏能源重化工和原材料工业基地。市人民政府驻大武口区。

## 历史

### 古代
秦始皇三十三年（公元前214年），北击匈奴，取“河南地”，今石嘴山属北地郡富平县。西汉，石嘴山河东部分属北地郡富平县、河西部分置廉县（治今平罗县崇岗镇暖泉村）。
北周时，今石嘴山属灵州，河西部分为怀远郡怀远县地，河东置历城郡建安县（开皇十八年598年，改名广润县；仁寿元年601年，改名灵武县）。先天二年（713年），置定远城（在今平罗县姚伏镇），属灵州，后升为定远县。景福二年（893年）升为警州。后晋天福七年（942年），将警州降为威肃军。西夏大庆元年（1036年），被改为定州（俗称田州），并设定远县。元代，今石嘴山属甘肃行中书省宁夏府路，仍置定州。
明代，属陕西承宣布政使司宁夏卫。永乐初年（1405年前后），筑城（今平罗县城关镇），置军马哨备。弘治六年（1493年）扩筑新城，名平虏城。弘治年间（1500年前后）今平罗县河东部分因地处长城外（称为边外地），为蒙古鄂尔多斯部牧地。嘉靖三十年（1551年），置平虏守御千户所，属陕西都司。嘉靖二十年（1541年）筑北长城后，河西北长城以北地区亦为蒙古部落所据。
清顺治元年（1644年），平虏所改称“平罗所”。康熙五十二年（1713年），蒙古鄂尔多斯部自河西移驻河东。雍正二年（1724年），升平罗所为平罗县。建县后第三年开凿了惠农、昌润两渠，招民垦种。雍正五年（1727年），析平罗县东南黄河滩地置新渠县（驻今姚伏镇附近）。雍正七年（1729年），析平罗县东北黄河滩地置宝丰县（驻今宝丰镇）。乾隆四年（1739年）发生大地震，新渠、宝丰二县城被震毁，朝廷诏令撤销两县，并入平罗县。将平罗县南部各堡划归宁夏县（今贺兰县）。今陶乐县境为蒙古鄂尔多斯部牧地。乾隆四十九年（1784年），黄河向西改流，将平罗县东永惠堡东部南北长18里、东西宽4里狭长地带的土地和居民甩到河东（称“五堆子地”），从而发生地界争端。乾隆五十年（1785年），经陕甘总督奏请，清廷派员前往勘定，将“五堆子地”仍归平罗县，并立碑为界。此后，河西农民陆续前往垦荒，逐渐形成沿河东岸的垦殖区。嘉庆十一年（1806年），蒙古阿拉善王爷将吉兰泰盐池献交官办，就近划归平罗县管辖。

### 近現代
民初，平罗县属甘肃省宁夏道。1929年，宁夏建省；从平罗县划出磴口县，治“旧磴口”（今阿拉善左旗巴彦木仁苏木）；平罗县属黄河东岸的五堆子狭长地带设陶乐设治局，治高仁镇，辖境南起横城、北至王元地，长150公里，宽20公里。1941年4月析平罗县北部宝丰、黄渠桥、石嘴山、高庄、惠北、灵沙等8个乡置惠农县（治宝丰城）。1941年7月，河东的陶乐设治局改建陶乐县。1945年3月，在惠农县黄渠桥设“宁夏省第三区行政督察专员公署”，辖平罗、惠农、陶乐、磴口4县。1945年5月，改名银北行政督察专员公署，增领贺兰县。不久撤销，各县仍由宁夏省直辖。1949年，磴口县迁治三盛公（今磴口县巴彦高勒镇南粮台）。
1949年中华人民共和国成立后，平罗、惠农、陶乐3县由宁夏省直辖。1951年，石嘴山被划为惠农县的“城市地区”之一。1954年，宁夏省撤销并入甘肃省，平罗、惠农、陶乐3县属甘肃省银川专区。
1955年底，煤炭工业部决定开发石嘴山矿区（贺兰山—桌子山煤田的15个矿区），建成贺兰山煤炭基地。国家把石嘴山矿区列为一五期间全国10个新建重点矿区之一。1960年3月，石嘴山市正式成立。
1976年底，石嘴山市设立郊区（县级）（驻马家湾子），辖尾闸、燕子墩、庙台、下营子、礼和、西永固6个公社。石嘴山市辖4区3县。
1987年1月，国务院批准，撤销石嘴山市郊区，以原郊区大部恢复设立惠农县，驻马家湾。原郊区所辖大武口乡划归大武口区，园艺乡的沿环村划归石嘴山区管辖。石嘴山市辖3区3县。
2002年10月，国务院批准，撤销石嘴山市石炭井区，石炭井区的行政区域划归大武口区管辖，将平罗县的隆湖吊庄乡及崇岗乡的长胜、九泉、潮湖3个行政村划归大武口区管辖。大武口区面积由66平方公里扩大至1007.5平方公里。市辖2区3县。
2003年7月，自治区批准，将惠农县园艺镇（面积1.3平方公里，人口4707人）划归石嘴山区。2003年11月，自治区批准，将隆湖经济开发区（面积108平方公里，人口26860人）移交石嘴山市管理。2003年12月，国务院批准，撤销石嘴山市石嘴山区和惠农县，合并设立石嘴山市惠农区；撤销陶乐县，原陶乐县月牙湖以北部分（马太沟镇、红崖子乡、高仁乡1镇2乡）划归平罗县，以南部分（月牙湖乡）划归银川市兴庆区。石嘴山市辖2区1县。

## 地理
石嘴山市位于黄河西岸，东、南临银川市，北、西与内蒙古自治区相邻。石嘴山市东临鄂尔多斯台地，西踞银川平原北部。海拔在1090米～3475.9米之间。境内贺兰山最高峰海拔3475.9米，面积1605.7平方千米，占石嘴山市土地总面积的30.24%。地表水系由黄河干流，都思兔河、水洞沟、贺兰山山地沟谷，黄河引水排水渠系、平原低地集水湖沼组成。地下水主要补给来源为黄河水渗人和山地降雨贮备，富集于山前洪积扇及平原地带；贺兰山风化浅山地带贮存少量风化裂隙水；鄂尔多斯台地地下水贮存极少。沙湖位于平罗县，现为国家5A级旅游景区。面积50平方公里；其中水域面积約10平方公里，沙漠20平方公里，集合了水乡与大漠风光为一体，也是鳥類重要的棲息地。
石嘴山市属于温带干旱半干旱气候，冬冷夏热，降水较少，全年日照充足，降水量集中，蒸发强烈，空气干燥，温差较大，无霜期短。夏热而短促，春暧而多风，秋凉而短早，冬寒而漫长。年平均气温8.4℃～9.9℃。年最低平均气温-19.4℃～-23.2℃，年最高平均气温32.4℃～36.1℃。年平均降水量的地理分布较为均匀，全市年平均降水量在167.5毫米～188.8毫米。年蒸发量在1708.7～2512.6毫米，是降水量的10～14倍，处于干旱半干旱地区。
| 1981–2010年间石嘴山市的平均气象数据 | 1981–2010年间石嘴山市的平均气象数据 | 1981–2010年间石嘴山市的平均气象数据 | 1981–2010年间石嘴山市的平均气象数据 | 1981–2010年间石嘴山市的平均气象数据 | 1981–2010年间石嘴山市的平均气象数据 | 1981–2010年间石嘴山市的平均气象数据 | 1981–2010年间石嘴山市的平均气象数据 | 1981–2010年间石嘴山市的平均气象数据 | 1981–2010年间石嘴山市的平均气象数据 | 1981–2010年间石嘴山市的平均气象数据 | 1981–2010年间石嘴山市的平均气象数据 | 1981–2010年间石嘴山市的平均气象数据 | 1981–2010年间石嘴山市的平均气象数据 |
| 月份                                | 1月                                 | 2月                                 | 3月                                 | 4月                                 | 5月                                 | 6月                                 | 7月                                 | 8月                                 | 9月                                 | 10月                                | 11月                                | 12月                                | 全年                                |
| ----------------------------------- | ----------------------------------- | ----------------------------------- | ----------------------------------- | ----------------------------------- | ----------------------------------- | ----------------------------------- | ----------------------------------- | ----------------------------------- | ----------------------------------- | ----------------------------------- | ----------------------------------- | ----------------------------------- | ----------------------------------- |
| 平均高温 °C（°F）                   | −0.3 (31.5)                         | 4.3 (39.7)                          | 11.2 (52.2)                         | 19.4 (66.9)                         | 25.4 (77.7)                         | 29.6 (85.3)                         | 31.3 (88.3)                         | 29.2 (84.6)                         | 24.1 (75.4)                         | 17.3 (63.1)                         | 8.3 (46.9)                          | 1.0 (33.8)                          | 16.7 (62.1)                         |
| 日均气温 °C（°F）                   | −7.0 (19.4)                         | −2.5 (27.5)                         | 4.5 (40.1)                          | 12.4 (54.3)                         | 18.8 (65.8)                         | 23.3 (73.9)                         | 25.1 (77.2)                         | 22.9 (73.2)                         | 17.4 (63.3)                         | 10.0 (50.0)                         | 1.6 (34.9)                          | −5.3 (22.5)                         | 10.1 (50.2)                         |
| 平均低温 °C（°F）                   | −12.5 (9.5)                         | −8.2 (17.2)                         | −1.6 (29.1)                         | 5.5 (41.9)                          | 11.6 (52.9)                         | 16.2 (61.2)                         | 18.9 (66.0)                         | 17.2 (63.0)                         | 11.6 (52.9)                         | 4.1 (39.4)                          | −3.7 (25.3)                         | −10.3 (13.5)                        | 4.1 (39.3)                          |
| 平均降水量 mm（）                   | 1.3 (0.05)                          | 2.2 (0.09)                          | 5.0 (0.20)                          | 4.7 (0.19)                          | 15.1 (0.59)                         | 24.1 (0.95)                         | 40.2 (1.58)                         | 40.2 (1.58)                         | 23.6 (0.93)                         | 8.1 (0.32)                          | 1.8 (0.07)                          | 0.8 (0.03)                          | 167.1 (6.58)                        |
| 平均相對濕度（％）                  | 51                                  | 44                                  | 39                                  | 32                                  | 37                                  | 43                                  | 52                                  | 58                                  | 58                                  | 53                                  | 53                                  | 54                                  | 48                                  |
| 来源：中国气象局                    |                                     |                                     |                                     |                                     |                                     |                                     |                                     |                                     |                                     |                                     |                                     |                                     |                                     |

## 政治

### 现任领导
| 机构     | · 中国共产党 · 石嘴山市委员会 | 石嘴山市人民代表大会 常务委员会 | 石嘴山市人民政府     | · 中国人民政治协商会议 · 石嘴山市委员会 |
| 职务     | 书记                          | 主任                            | 市长                 | 主席                                    |
| -------- | ----------------------------- | ------------------------------- | -------------------- | --------------------------------------- |
| 姓名     | 褚伟                          | 李光云                          | 徐龙                 | 张宏伟                                  |
| 民族     | 汉族                          | 汉族                            | 汉族                 | 汉族                                    |
| 籍贯     |                               |                                 | 宁夏回族自治区盐池县 | 宁夏回族自治区银川市                    |
| 出生日期 | 1970年1月（55歲）             | 1966年9月（58歲）               | 1976年9月（48歲）    | 1967年2月（58歲）                       |
| 就任日期 | 2023年4月                     | 2025年1月                       | 2025年1月            | 2023年1月                               |

### 历任领导
| 市委书记 - 杨正喜（1958年9月－1961年3月） - 韩景正（1961年3月－1962年11月） - 杨正喜（1962年11月－1967年6月） 市革命委员会党的核心小组组长 - 董滋全（1970年?月－1971年4月） 市委书记 - 董滋全（1971年4月－1973年5月） - 徐芊（1973年5月－1977年11月） - 郭文举（1977年11月－1978年11月） - 王瑞刚（1978年11月－1980年1月） | - 高崇维（1980年1月－1981年7月） - 薛维堂（1981年7月－1985年4月） - 李俊杰（1985年4月－1989年6月） - 杨福亭（1989年6月－1994年1月） - 郑小明（1994年1月－2002年12月） - 杨春光（2002年12月－2007年3月） - 田明（2007年3月－2008年1月） - 李文章（2008年1月－2011年4月） - 彭友东（2011年4月－2018年10月） - 王文宇（2018年10月－2021年3月） - 王刚（2021年3月－2023年4月） - 褚伟（2023年4月－） | 市长 - 李波（1960年3月－1963年12月） - 马铁轮（1963年12月－1967年?月） 市革命委员会主任 - 于学进（1968年3月－1970年2月） - 董滋全（1970年2月－1973年5月） - 徐芊（1973年5月－1977年11月） - 郭文举（1977年11月－1978年11月） - 王瑞刚（1978年11月－1979年2月） - 张学儒（1979年2月－1980年1月） - 马铁轮（1980年1月－1981年2月） 市长 - 白贵生（1981年2月－1983年9月） | - 李俊杰（1983年9月－1985年4月） - 任启兴（1985年4月－1988年5月） - 马文亮（1988年5月－1994年2月） - 王贵增（1994年2月－1997年12月） - 马瑞文（1997年12月－2002年12月） - 马金虎（2002年12月－2005年12月） - 田明（2005年12月－2007年3月） - 王儒贵（2007年4月－2007年9月） - 张作理（2007年9月－2012年8月） - 王永耀（2012年8月－2016年11月） - 沈左权（2016年11月－2017年3月） - 李郁华（2017年3月－2019年12月） - 张利（2020年1月－2021年12月） - 王伟（2021年12月－2024年12月） - 徐龙（2025年1月－） |

### 行政区划
石嘴山市下辖2个市辖区、1个县。
- 市辖区：大武口区、惠农区
- 县：平罗县

此外，石嘴山市还设立以下经济管理区：国家级石嘴山经济技术开发区、隆湖扶贫经济开发区

## 人口
2022年末，石嘴山市常住人口75.18万人，比上年末减少0.12万人。其中，城镇人口59.92万人，乡村人口15.26万人，人口城镇化率为79.7%；男性人口38.32万人，占比为51%；女性人口36.86万人，占比为49%；人口出生率为7.31‰，死亡率为8.77‰，自然增长率为-1.46‰。
根据2020年第七次全国人口普查，全市常住人口为751,389人。同第六次全国人口普查的725,482人相比，十年共增加了25,907人，增长3.57%，年平均增长率为0.35%。其中，男性人口为384,491人，占总人口的51.17%；女性人口为366,898人，占总人口的48.83%。总人口性别比（以女性为100）为104.8。0－14岁的人口为115,843人，占总人口的15.42%；15－59岁的人口为508,393人，占总人口的67.66%；60岁及以上的人口为127,153人，占总人口的16.92%，其中65岁及以上的人口为91,081人，占总人口的12.12%。居住在城镇的人口为585,502人，占总人口的77.92%；居住在乡村的人口为165,887人，占总人口的22.08%。

### 民族
石嘴山市有汉、回、蒙、满等24个民族。全市常住人口中，汉族人口为568,238人，占75.63%；各少数民族人口为183,151人，占24.37%，其中回族人口为176,176人，占23.45%。与2010年第六次全国人口普查相比，汉族人口减少10,134人，下降1.75%，占总人口比例下降4.1个百分点；各少数民族人口增加36,041人，增长24.5%，占总人口比例增加4.1个百分点。其中，回族人口增加35,036人，增长24.82%，占总人口比例增加3.99个百分点。
| 民族名称                | 汉族    | 回族    | 满族  | 蒙古族 | 苗族 | 土家族 | 藏族 | 布依族 | 壮族 | 彝族 | 其他民族 |
| ----------------------- | ------- | ------- | ----- | ------ | ---- | ------ | ---- | ------ | ---- | ---- | -------- |
| 人口数                  | 568,238 | 176,176 | 3,737 | 1,351  | 552  | 269    | 154  | 138    | 136  | 100  | 538      |
| 占总人口比例（%）       | 75.63   | 23.45   | 0.50  | 0.18   | 0.07 | 0.04   | 0.02 | 0.02   | 0.02 | 0.01 | 0.07     |
| 占少数民族人口比例（%） | －      | 96.19   | 2.04  | 0.74   | 0.30 | 0.15   | 0.08 | 0.08   | 0.07 | 0.05 | 0.29     |

## 交通
石嘴山市距银川河东机场100公里，60多公里的包兰铁路，74公里的 京藏高速，70公里的 109国道和90公里的 110国道纵贯南北；大平、平陶、红礼、姚汝等公路干线横穿东西；平汝线和厂矿专用铁路线，以及79条公路支线组成四通八达公（铁）路网；通车里程约1200公里，形成纵横交错的交通框架。黄河航运拥有渡船39艘，浮桥2座，渡口11个，航线144公里；陶乐黄河大桥已经建设完成，成为沟通石嘴山市和银川市的又一交通要道；另有石嘴山黄河大桥沟通宁蒙两区的跨区交通要塞。

## 全国重点文物保护单位
- 省嵬城址
- 田州塔
- 平罗玉皇阁

## 教育
- 宁夏理工学院
- 石嘴山工贸职业技术学院

## 友好城市
- 法國 帕赖勒莫尼亚勒[19]